# 지뢰 인식과 지뢰 제거 활동 국제 지원의 날
지뢰 인식과 지뢰 제거 활동 국제 지원의 날(International Day for Mine Awareness and Assistance in Mine Action)은 매년 4월 4일이며, 2005년 12월 8일 유엔 총회(United Nations General Assembly)에 의해 선언되었다.
이 날은 전쟁으로 인한 지뢰와 폭발성 잔여물이 시민들의 안전, 건강, 삶을 위협하고 있거나, 국가적이고 지역적인 차원에서 사회적이고 경제적인 발전에 장애가 되고 있는 여러 나라들의 지뢰 제거 능력을 유엔과 관계 조직들의 지원을 통해 계속적으로 확립하고 발전시키기 위해 요청되었다.
유엔은 지뢰로 인한 재앙과 전쟁의 폭발성 잔여물로부터 시민들을 보호하기 위한 가입국들의 제도 및 새로운 국제적 수단들의 확장을 장려하고, 현존하는 법적인 틀의 보편화를 지지한다. 오타와 협약(Ottawa Treaty) 또는 대인 지뢰 금지 협약(Anti-Personnel Mine Ban Convention)으로 일반적으로 알려져 있는 대인 지뢰의 사용, 비축, 생산, 이전의 금지 및 파괴에 관한 협약(Convention on the Prohibition of the Use, Stockpiling, Production and Transfer of Anti-Personnel Mines and on Their Destruction)은 1997년에 제안되었고, 156개국이 비준하고 수락했다. 현재까지 4100만 개 이상의 비축되어 있던 대인 지뢰가 제거되었고, 그것들의 생산, 판매, 이전은 실질적으로 중단되었다.
유엔의 전략적 목표는 더 이상 유엔의 지뢰 제거 지원이 필요하지 않을 때까지 지뢰와 폭발성 잔여물에 의한 인도주의적, 사회적, 경제적인 위협을 감소시키기 위해 국가, 비국가 행위자, 위협받고 있는 공동체, 비정부 기구(NGO), 기증자, 민간 영역, 국제적이고 지역적인 조직들 및 기타 행위자들과 협력하는 것이다. 유엔의 지뢰 제거 활동은 2006~2010년 유엔 지뢰 제거 활동 전략(United Nations Mine Action Strategy for 2006-2010)에서 확인된 4가지 전략적 목표에 의해 수행된다. 첫째, 사망 및 부상을 최소 50% 감소시킨다. 둘째, 가장 심각하게 영향 받고 있는 공동체의 최소 80%에서 생계에 대한 위험을 완화시키고 이동의 자유를 확장시킨다. 셋째, 지뢰 제거 활동을 최소 15개국의 국가적인 발전과 재건 계획 및 예산에 통합시킨다. 넷째, 최소 15개 국가에서 지뢰와 폭발성 잔여물을 다루기 위한 국가적 제도의 발전을 지원하고 대응력을 마련한다.